# Vallon
Vallon – gmina (fr. commune; niem. Gemeinde) w Szwajcarii, w kantonie Fryburg, w okręgu Broye.  

## Demografia
W Vallon mieszkają 464 osoby. W 2020 roku 17,5% populacji gminy stanowiły osoby urodzone poza Szwajcarią.

## Transport
Przez teren gminy przebiega droga główna nr 152.